# Costești (Vaslui)
Pour les articles homonymes, voir Costești.
Costești est une commune du județ de Vaslui en Roumanie.